# Dan Stevens
Daniel Jonathan "Dan" Stevens (sinh ngày 10 tháng 10 năm 1982) là một diễn viên điện ảnh người Anh. Anh nổi tiếng nhất với các vai Matthew Crawley trong loạt chính kịch ITV Downton Abbey, vai "David" trong phim li kì The Guest, Sir Lancelot itrong Night at the Museum: Secret of the Tomb, và vai The Beast/Hoàng tử trong phóng tác hành động trực tiếp của Walt Disney Beauty and the Beast. Hiện anh đang vào vai David Haller trong loạt phim FX Legion.

## Tiểu sử
Stevens sinh ra ở Croydon, London. Anh được nhận làm con nuôi, bởi cha mẹ là giáo viên, và lớn lên ở xứ Wales và đông nam nước Anh. Anh có một người em trai cũng được nhận làm con nuôi. Sau tuổi trẻ nổi loạn, Stevens nhận học bổng tại Tonbridge School, một trường độc lập ở Kent. Ở đó, anh trở nên hứng thú với bộ phim sau khi tham gia thử giọng cho vai diễn trong Macbeth cùng với giáo viên, nhà văn Jonathan Smith. Từ năm 15 tuổi, anh đã tập luyện cả mùa hè và biểu diễn tại Nhà hát Tuổi trẻ Quốc gia ở London.
Stevens học văn chương Anh tại Emmanuel College, Cambridge. Trong khi ở Cambridge, anh là một thành viên của Footlights với Stefan Golaszewski, Tim Key và Mark Watson, và cũng hoạt động trong Hiệp hội Marlowe. Anh lần đầu tiên được phát hiện bởi đạo diễn Peter Hall trong một cuộc sản xuất Macbeth của Marlowe Society, trong phim anh vào vai nhân vật chính bên cạnh con gái của Hall.

## Hoạt động nghệ thuật

### Điện ảnh
| Năm  | Tên phim                           | Vai diễn            | Ghi chú    |
| ---- | ---------------------------------- | ------------------- | ---------- |
| 2014 | The Guest                          | David Collins       |            |
| 2014 | Đêm ở viện bảo tàng: Bí mật hầm mộ | Sir Lancelot        |            |
| 2017 | Người đẹp và quái vật              | Hoàng tử / Quái vật |            |
| 2020 | Tiếng gọi nơi hoang dã             | Hal                 |            |
| 2021 | Earwig and the Witch               | Thomas              | Lồng tiếng |
| 2024 | Godzilla x Kong: Đế chế mới        |                     |            |

### Truyền hình
| Năm       | Tên phim                 | Vai diễn               | Ghi chú                          |
| --------- | ------------------------ | ---------------------- | -------------------------------- |
| 2010-2012 | Tu viện Downton          | Matthew Crawley        | 25 tập                           |
| 2014      | Ngày xửa ngày xưa        | Người dẫn chuyện       | Tập đặc biệt: "Wicked Is Coming" |
| 2017-2019 | Dị nhân Legion           | David Haller / Legion  | 27 tập                           |
| 2020      | Kipo và Kỷ Nguyên Kỳ Thú | Hugo "Scarlemagne" Oak | Lồng tiếng 20 tập                |